# Dancing On My Own
«Dancing On My Own» (с англ. — «Танцую наедине с собой») — сингл шведской певицы Робин, выпущенный 20 апреля 2010 года в качестве ведущего сингла из её пятого студийного альбома Body Talk Pt. 1. Продюсером выступил Патрик Бергер, а сопродюсером — Робин. Среднетемповая электропоп-версия песни из альбома была первой версией выпущенного сингла, за которой последовала среднетемповая танцевальная поп-версия для радио и версия баллады для фортепиано в замедленном темпе для BBC Radio 1 позже в том же году. Вошел в десятку лучших в Дании, Норвегии и Великобритании в конце апреля 2010года.
На 53-й ежегодной премии Грэмми был номинирован на премию «Грэмми» за лучшую танцевальную запись и был удостоен награды «Лучшая песня» на Грэммис в Швеции. Оригинальная версия фигурировала в Saturday Night Live, концерте, посвященном Нобелевской премии мира 2010 года, в фильме «За мечтой» и фильме «Та ещё парочка», а также в реалити-шоу Drag Race RuPaul, сериале «Стыд», подростковых сериалах «Сплетница» и «Я никогда не» и сериале «Оранжевый — хит сезона».

## Композиция и релиз
«Dancing On My Own» написали Робин и Патрик Бергер. Состоит из музыки электро, диско, европоп и евродэнс, показывая «элементы разных миров» таких как песни Принца, рок-баллады 80-х и квиркор. Две версии в жанре мидтемпо электропоп, затем танцевальная поп-баллада, где «все, кроме вокала Робин, является электронным», были выпущены для альбома, а затем для радио. Третья, даунтемпо фортепианная версия, записанная с выступления 16 июня 2010 года на BBC Radio 1, была выпущена отдельно от проекта в альбоме Live Lounge Radio 1 — Volume 5 22 октября 2010 года. Обе электронные версии написаны в темпе 117 ударов в минуту в четырёхдольном размере. Все три версии написаны в тональности соль-бемоль мажор.
Альбомная версия просочилась в сеть примерно 19 апреля 2010 года, а на следующий день была выпущена для цифровой загрузки в виде сингла. Официальный релиз состоялся 1 июня 2010 года. Основное внимание в сингле уделяется «легендарному пульсирующему басу» синтезатора, сделанному с использованием аналогового синтезатора Korg Mono / Poly (MP-4). Нейт Слоан, музыковед из Университета Южной Калифорнии, выделил шесть секунд тишины, намеренно помещённые в альбомной версии между каждой строкой в стихах, чтобы «дать вам время вложить все свои эмоции, истории и чувства в эти секунды между строками». Вторая версия песни, предназначенная для радио и музыкального видео была выпущена 21 мая 2010 года в качестве бонус-трека к Body Talk Pt. 1. Джеймс Монтгомери из MTV News описал радиоверсию как «компьютеризированный калейдоскоп отрывистых, звенящих звуков и поршневых барабанов». Майкл Маротта из Vanyaland указал на небольшой звук колокольчика, напоминающий последний звонок, который звонит в кульминационный момент песни, интерпретируя его включение как указание на то, что время главного героя истекло в ее последней попытке привлечь внимание бывшего возлюбленного.
Сингл описан как гимн разбитого сердца, с более эмоциональной лирикой по сравнению с темами ее предыдущих синглов «With Every Heartbeat» и «Be Mine!». Сотрудники The Guardian описали его как «песню о разрыве, с дико трансгрессивным оттенком».

## Музыкальное видео
Музыкальный клип был показан на официальном аккаунте Робин в Vimeo 21 мая 2010 года и был выпущен на YouTube 28 мая 2010 года. Режиссёром вытупил Макс Витали, который ранее работал с Робин над музыкальным видео для ее сингла «Be Mine!». Хореографию ставила Марии Уолберг, а продюсерами видеоклипа выступили Нильс Люнггрен и HSI Productions. Съемками занимался Эрик Зольстрем, а монтажом занимались Йохан Содерберг и Йохан Вик. Гардеробом, прическами и макияжем занимались Наоми Иткес, Али Пирзаде и Линда Эрстрём. 20 мая на сайте Робин было размещено черно-белое закулисное видео. Витали сказал, что хотел, чтобы видео было визуально «простым», но «все же имело атмосферу», чтобы видео было эстетически связано с «предстоящими концертами и туром». В превью Уолберг сказала, что ее танец будет «пробуждать» какую-то «взбесившуюся энергию», а позже, в интервью Billboard сказала, что «злая» хореография была вдохновлена «ее собственным подростковым опытом».
Видеоряд перемещается между тремя сценами, изображающими разные обстановки, в которых находится Робин. В первой сцене Робин стоит на месте в затемненном клубе, затем танцует среди толпы в центре танцпола. Вторая сцена показывает, как она танцует в темном коридоре на краю танцпола. В обеих сценах она наблюдает за своим бывшим, который танцует с другой женщиной, и пытается привлечь его внимание. В третьей сцене показано, как Робин поет, стоя на месте, а затем танцует перед стойкой для микрофона, в центре репетиционной, похожей на сцену. Когда песня подходит к концу, Робин открывает слабо освещённую дверь, чтобы уйти из клуба.
Райан Домбал из Pitchfork прокомментировал видео: «Когда ты звезда, иногда все, что тебе нужно сделать, это надеть небрежно стильный наряд, посмотреть в объектив, ритмично двигать конечностями и рождается высококачественный музыкальный клип. Робин — звезда. Именно это и происходит в этом видео». Лесли Саймон из MTV Buzzworthy назвала его «Видео, которое вам нужно знать» и написала: «Среди моря стробоскопов, Робин, кажется, надоело танцевать одной. Печально. Мы будем танцевать с вами, леди!».

## Критика
Изначально получил неоднозначную реакцию музыкальных критиков. Райан Домбал Pitchfork назвал сингл «шедевром европейской поп-музыки». Ник Левин из Digital Spy дал песне пять из пяти звезд и написал, что «"Dancing On My Own" — это мелодия в стиле электро-диско, столь же эмоциональная, как "With Every Heartbeat" и "Be Mine". Если ваша нижняя губа не дрожит, как басовая линия к моменту второго припева, то вы приняли слишком много стабилизаторов настроения». Эмили Маккей из NME называла песню «кометой печали и восторга», сравнив с прорывным хитом Робин «With Every Heartbeat». Майкл Ганн из The Guardian заявил, что «пульсирующие синтезаторы и электронная перкуссия звучат одновременно агрессивно и невыразимо меланхолично». Мэтью Хортон из BBC Music описал «Dancing On My Own» как «обжигающе запоминающийся, с примесью блестящего хука, смешанного с невыразимой остротой».
Мэллори О'Доннелл из Stylus Magazine была одним из нескольких сотрудников, которые снизили средний балл песни на своем сайте, посчитав ее «типичной и скучной», просто «наживающейся на бренде Робин». Точно так же Алекс Макферсон нашел сингл «очень скучным», раздраженный «утомительной необходимостью Робин постоянно приносить ее "разбитое сердце" на дискотеку», а Альфред Сото описал песню как «убитую молью мелодраму».
В конце 2010 года несколько изданий поместили песню в свои списки лучших песен. Журнал Slant назвал «Dancing On My Own» лучшей песней года, написав: «Немногие артисты рискуют выступать с эмоциональной наготой Робин». Pitchfork поместил на четвертое место в списке «The Top 100 Tracks of 2010» назвав песню «выдающейся».